# لیبرتادور سان مارتین
لیبرتادور سان مارتین (به اسپانیایی: Libertador San Martín) یک منطقهٔ مسکونی در آرژانتین است که در بخش دیامانته واقع شده‌است. لیبرتادور سان مارتین ۶٬۵۴۵ نفر جمعیت دارد و ۷ متر بالاتر از سطح دریا واقع شده‌است.